# Gilera Eaglet
La Gilera Eaglet è un modello di ciclomotore prodotto dalla casa motociclistica italiana Gilera dal 1993 al 1999 nella sola cilindrata di 50 cm³. È stata sostituita dalla Gilera Coguar.

## Descrizione
La Eaglet è una piccola custom lunga soli 2,17 metri ispirata nello stile ai modelli americani ma proposta unicamente con un motore da 50 cm³; venne presentata il 18 giugno 1993 e immediatamente posta in vendita, in contemporanea allo scooter Typhoon. Entrambi i modelli erano i primi del nuovo corso Gilera. 
In Italia la moto aveva un prezzo fissato a 4.385.000 lire chiavi in mano.
La Eaglet si inseriva in una nicchia di mercato, l’unica vera concorrente era la Classic (versione rinnovata della Red Rose).
Esteticamente presenta numerose cromature tipiche delle custom, faro anteriore con bordi cromati racchiuso in una palpebra, ruote a raggi e forcellone cantilever. Al lancio due erano gli abbinamenti di colore: blu/avorio e bordeaux/avorio. La sella era biposto.
Il motore è derivato dal noto Gilera 49.93 cm³ che equipaggia già lo scooter Typhoon: un monocilindrico a due tempi a corsa lunga 39 x 41.8 mm, raffreddamento a liquido con diramazione fino al carburatore, per evitare problemi di formazione di ghiaccio nella miscela. Il propulsore era un progetto Gilera ma la produzione venne affidata su licenza alla Franco Morini Motori, mentre gran parte dei componenti della moto erano prodotti a Pontedera con assemblaggio finale in Spagna nello stabilimento della Piaggio Motovespa di Madrid; questo perché lo storico stabilimento Gilera di Arcore era stato chiuso nel fine 1992.
La potenza massima erogata dal motore era fissata da codice fissata a 1.5 kW a 4400 giri/min, la coppia massima era di 3.43 Nm a 3600 giri/min. Il cambio è il manuale a 4 marce “bloccato” sul mercato italiano a solo 3 marce utilizzabili (per via della normativa sui ciclomotori del 1992 che riduceva i massimi rapporti del cambio a 3). Per l’estero il motore erogava 1.7 kW ed era abbinato ad un cambio a 6 rapporti.
Il telaio è un monotrave a doppia culla inferiore in tubi di acciaio, con forcella teleidraulica a steli da 32 mm di diametro, la sospensione posteriore è mono ammortizzatore. L'impianto frenante è a doppio disco con anteriore da 240 mm e posteriore da 200 mm. Il peso della moto è di 89 kg.
Nel 1994, in seguito alla modifica della norma sui ciclomotori, viene introdotto in Italia il cambio manuale a 6 rapporti mentre a fine 1996 venne presentata la versione con cambio automatico a variatore, derivato da quello montato sui vari scooter del gruppo Piaggio. Tale versione affiancava la versione con cambio a sei marce. Venne rinnovata la gamma colori con i nuovi nero opaco e danish blue.
La Eaglet esce di produzione nel 1999 sostituita dalla Gilera Coguar 125.